# Polymerolepis
Polymerolepis whitei (Karatajute-Talimaa, 1968) è una specie estinta di pesce cartilagineo primitivo, conosciuta principalmente attraverso scaglie isolate rinvenute in Ucraina e successivamente in Canada. La sua classificazione è stata oggetto di dibattito, passando da eterostraco a olocefalo bradiodonte, fino a essere riconosciuta come un possibile condritto arcaico.

## Descrizione
Polymerolepis whitei è noto principalmente da scaglie di tipo poliodontoide, caratterizzate da una crescita per accrescimento areale piuttosto che per sovrapposizione stratificata. Le prime descrizioni si basavano su scaglie isolate, ma nuovi esemplari provenienti dalle Mackenzie Mountains (Territori del Nord-Ovest, Canada) hanno rivelato porzioni articolate del corpo, tra cui frammenti di scaglie craniche, una pinna anale, il peduncolo caudale e parte della pinna caudale.
Un elemento distintivo di P. whitei è la presenza di una spina della pinna anale, una caratteristica che fino a poco tempo fa era considerata esclusiva degli acantodi tra i pesci paleozoici.

## Classificazione
Inizialmente descritto come un eterostraco, P. whitei è stato successivamente riclassificato come un olocefalo bradiodonte a causa delle somiglianze tra le sue scaglie e quelle di Listracanthus. Tuttavia, la scoperta di nuovi esemplari ha sollevato dubbi su questa assegnazione, suggerendo invece una stretta affinità con i condritti arcaici.
Diverse specie di condritti arcaici (tra cui Obtusacanthus, Lupopsyroides, Kathemacanthus, Seretolepis, Doliodus e Antarctilamna) mostrano un corredo di spine sulle pinne simile a quello degli acantodi. Alcuni taxa problematici, come Gyracanthides e Polymerolepis contribuiscono ulteriormente a sfumare la distinzione tra acantodi e i condritti arcaici, rendendo la classificazione di P. whitei ancora incerta.

## Paleoecologia
Le scoperte fossili indicano che Polymerolepis whitei visse in ambienti marini del Paleozoico, con una distribuzione geografica che si estende dall'Ucraina al Canada. L'anatomia delle sue scaglie e la presenza di una spina anale suggeriscono adattamenti funzionali simili a quelli degli acantodi e di alcuni condritti primitivi.

## Significato evolutivo
La presenza di una spina della pinna anale in P. whitei e in altri condritti primitivi sfida le tradizionali distinzioni tra acantodi e condritti, suggerendo una maggiore continuità evolutiva tra questi gruppi. Il ritrovamento di scaglie articolate e di strutture morfologiche condivise con taxa precedentemente considerati distinti contribuisce a una revisione della classificazione dei primi vertebrati marini del Paleozoico.